# The Holmes Brothers
 The Holmes Brothers (с англ. — «Братья Холмс») — блюзовая группа, сформированная  в Крайстчёрче, Виргиния в 1978 году бас-гитаристом Шерманом Холмсом, гитаристом Уэнделлом Холмсом и барабанщиком Попси Диксоном. Лауреат Blues Music Awards в номинации «Группа года» (2005), «Альбом соул-блюза» (2008), номинант Blues Music Awards в номинациях «Группа года» (1998, 2002, 2006, 2008, 2011), «Альбом соул-блюза» (1998, 2005, 2011), «Альбом современного блюза» (2002, 2005), «Исторический блюзовый альбом» (2003), «Альбом года» (2005),  «Песня года» (2005). Обладатель премии «Keeping the Blues Alive Awards» (2019). 

## История
Братья Уэнделл (1943—2015) и Шерман (род. 1939) Холмс родились и выросли в Кристчёрче, в семье преподавателей. Их родители поощряли ранний интерес мальчиков к музыке, сами они пели в церковном хоре, слушали традиционные баптистские гимны и духовные песни, а также блюз Джимми Рида, Джуниора Паркера и Би Би Кинга. Шерман учился игре на кларнете и фортепиано, а затем стал играть на басу, в то время как Уэнделл учился игре на трубе, органе и гитаре. Шерман изучал композицию и теорию музыки в Университете штата Виргиния, но в 1959 году он бросил учебу и отправился в Нью-Йорк, где стал работать с певцом Джимми Джонсом. Его младший брат Уэнделл присоединился к нему после окончания средней школы. Оба они играли ещё в нескольких группах, прежде чем сформировать группу The Sevilles в 1963 году. Эта группа просуществовала всего три года, но они часто выступали как аккомпаниаторы известных музыкантов например,  The Impressions, Джона Ли Хукера и Джерри Батлера. После распада The Sevilles, Шерман, Уэнделл и его друг из Виргинии, барабанщик Попси Диксон (1942—2015) продолжали играть в различных барных группах, входивших в Top 40. Уэнделл также гастролировал с Инес и Чарли Фоксом («Mockingbird») до 1979 года.
В 1979 году братья Холмс и Попси Диксон собрались в формате новой группы, названной The Holmes Brothers. Все исполняли вокальные партии, как сольно, так и бэк-вокальные, при этом Шерман играл на бас-гитаре, Уэнделл на гитаре и фортепиано, а Попси Диксон на барабанах. «Их пробирающее до мурашек трёхголосное гармоническое пение, смесь грубого и хриплого вокала Уэнделла с парящим фальцетом Попси и насыщенным баритоном Шермана, привносило дух глубокой соул-музыки с госпелом в каждую исполняемую ими песню. Не менее захватывающей была ритмическая основа, заложенная игрой на басу Шермана и барабанами Попси, идеально дополняющая пропитанные блюзом гитарные соло Уэнделла и вдохновленную госпел игру на фортепиано». Для выступлений группа также часто приглашала дополнительных музыкантов. Они перебрались из Кристчёрча в Гарлем, где они регулярно выступали в блюзовых клубах, в первую очередь в Dan Lynch's, центре местной блюзовой сцены Нью-Йорка.
В 1989 году группа подписала контракт с Rounder Records и выпустила свой дебютный альбом In the Spirit в следующем году, а всего на этом лейбле они выпустили впоследствии четыре номерных альбома и один сборник. В 1992 году братья Холмс подписали также подписали контракт с Real World Records Питера Гэбриэла, став первыми американскими артистами на этом лейбле и выпустив в 1992 году альбом Jubilation. В середине 1990-х годов группа выступала с Ван Моррисоном и записала саундтрек к фильму Lotto Land, в котором они также снялись. В 1997 году их наняла Джоан Осборн в качестве группы поддержки для её тура в поддержку Боба Дилана. В том же году группа выпустила последний альбом на Rounder Records Promised Land, который принёс им две первые номинации на Blues Music Awards, в категориях «Группа года» и «Альбом соул-блюза». В 1998 году трио записалось в альбоме Фредди Рулетта Spirit of Steel.
В 2001 году группа подписала контракт с Alligator Records и с той поры их популярность только росла. Их первым альбомом на лейбле стал получивший признание критиков Speaking in Tongues, спродюсированный Джоан Осборн. Он номинировался на звание лучшего альбома современного блюза, а группа вновь на звание лучшей группы года. В 2003 году их коллекция записей Righteous: The Essential Collection от Rounder Records номинировалась на награду в категории «Исторический блюзовый альбом». После своего следующего альбома Simple Truths 2004 года группа в 2005 году собрала целый ряд наград: она была признана лучшей группой года, альбом был номинирован на звания лучшего альбома соул-блюза, лучшего альбома современного блюза и лучшего альбома года, а песня с альбома «Run Myself Out Of Town» на звание лучшей песни года. Альбом впервые попал в чарты Billboard, войдя в первую пятёрку чарта Blues Albums; тот же успех повторил и альбом State of Grace, признанный лучшим альбомом соул-блюза и номинированный на звание лучшего альбома современного блюза. В 2010 году группа выпустила Feed My Soul, который получил две номинации Blues Music Awards и в 2013 году вышел последний альбом группы Brotherhood. Журнал Living Blues описал альбом как: «Brotherhood такой же душевный и живой, как и выступления The Holmes Brothers, и является превосходным, достойным наград творением… сладкое звучание времён начала американского рок-н-ролла, афроамериканский южный госпел и мучительно красивые, многослойные, обнажающие душу гармонии и блюзовые кусочки в духе Джимми Рида, плотные струнных, гуляющий бас, сильный фоновый бит, ритм второй линии в духе NOLA, уличный ду-воп и звенящая расхлябанность кантри. Богатое взаимодействие всей этой музыки — то, что делает Holmes Brothers национальным достоянием».  В 2014 году группа получила награду National Heritage Fellowship, присуждаемую Национальным фондом искусств США, высшую награду, присуждаемую правительством США за заслуги в области народного искусства.
The Holmes Brothers гастролировали практически без остановок, выступали в 50 разных странах, включая выступления в Соединенных Штатах, Канаде, по всей Европе, а также в Сингапуре, Японии, России, Турции, Южной Америке, Африке, Австралии и Новой Зеландии. Записывались и выступали с такими артистами, как например с Бобом Диланом, Ван Моррисоном, Брюсом Спрингстином, Джоан Осборн, Вилли Нельсоном, Лу Ридом, Питером Гэбриэлом, Мерлом Хаггардом, Элом Грином, Люсиндой Уильямс, Стивом Эрлом, Левоном Хелмом, Одеттой, The Jungle Brothers.
Попси Диксон умер от рака мочевого пузыря 9 января 2015 года. Уэнделл Холмс умер 19 июня 2015 года от осложнений, вызванных легочной гипертензией. Шерман Холмс, единственный оставшийся в живых участник группы, проживает в Салуде, штат Виргиния.
The New York Times: «Вечный, глубоко душевный и воодушевляющий блюз, пропитанный госпелом, уличный ду-воп, баллады, R&B, кантри и фанк».
National Public Radio: «Пылкий, вдохновенный и радостный блюз, R&B, соул, рок-н-ролл и госпел… прекрасные гармонии, настоящее волшебство».

## Дискография

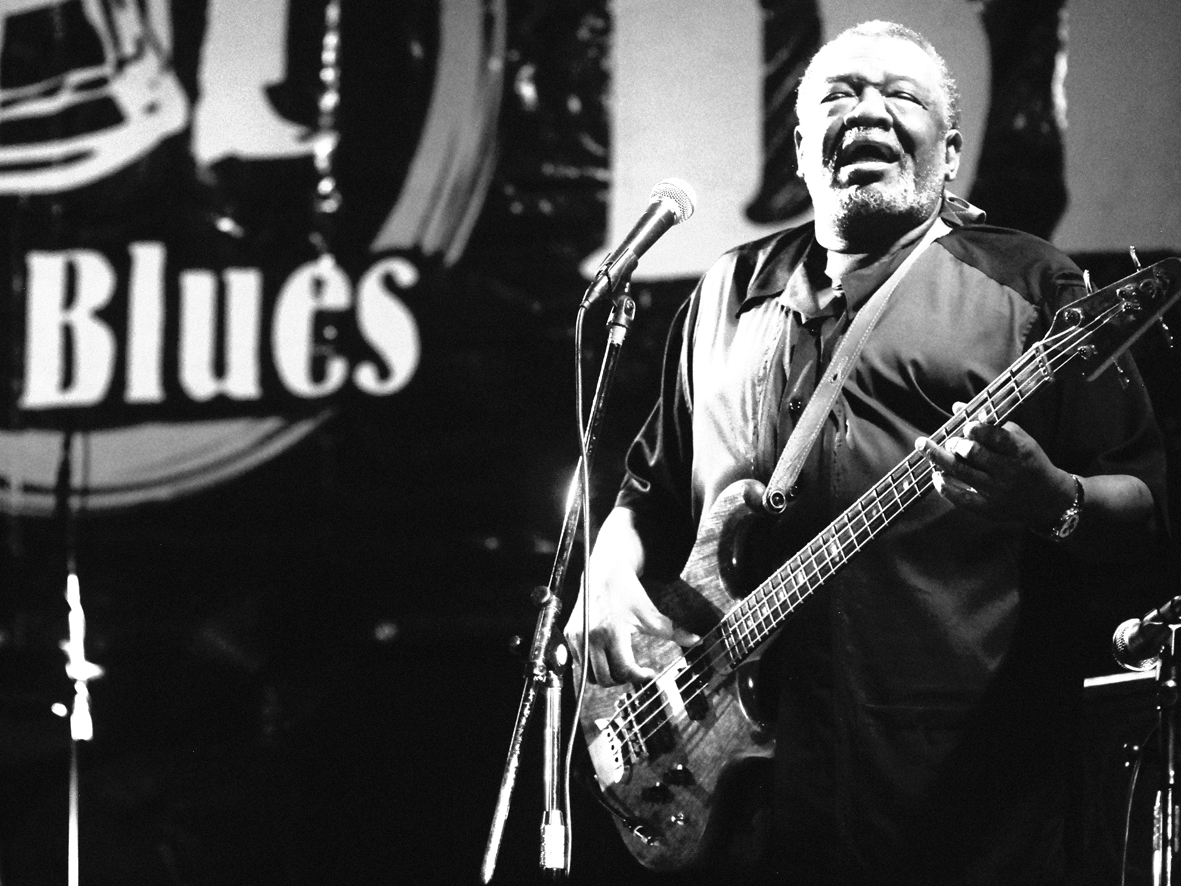
The Holmes Brothers на концерте в 2009 году

- 1990 In the Spirit (Rounder Records)
- 1991 Where It's At (Rounder Records)
- 1992 Jubilation (Real World Records)
- 1993 Soul Street (Rounder Records)
- 1996 Lotto Land (Stony Plain Music)
- 1997 Promised Land (Rounder Records)
- 2001 Speaking in Tongues (Alligator Records)
- 2002 Righteous: The Essential Collection (Rounder Records)
- 2004 Simple Truths ((Alligator Records)
- 2007 State of Grace (Alligator Records)
- 2010 Feed My Soul (Alligator Records)
- 2013 Brotherhood (Alligator Records)